# Centrotypus tauriformis
Centrotypus tauriformis är en insektsart som beskrevs av William Lucas Distant. Centrotypus tauriformis ingår i släktet Centrotypus och familjen hornstritar. Inga underarter finns listade i Catalogue of Life.